# Арабська каліграфія

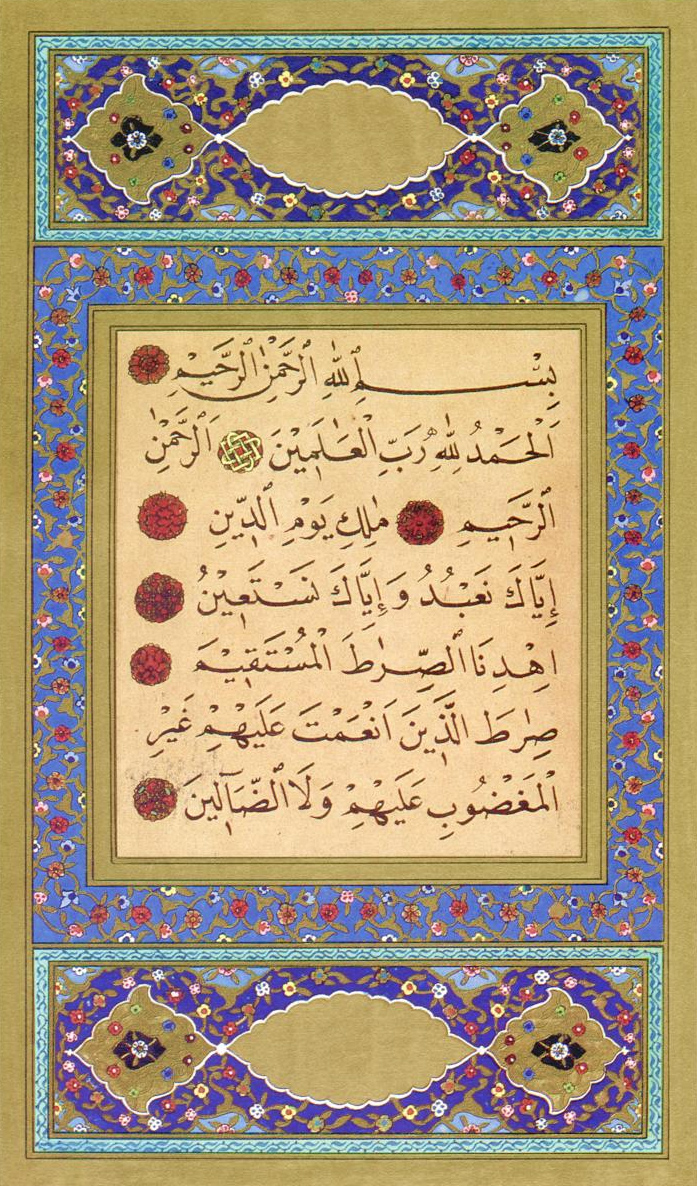
Перша сура Корану, написана стилем насх.

Арабська каліграфія, також ісламська каліграфія, або мистецтво зображення слова, є ключовим елементом ісламської культури, такою ж невід'ємною її частиною як мусульманство або арабська мова. В арабських країнах це мистецтво було доведено до абсолютного ступеня довершеності.

## Передумови до розвитку арабської каліграфії
На відміну від Європи, де каліграфія вже давно є другорядним мистецтвом, в країнах, що використовують арабський алфавіт, вона довгий час продовжувала успішно розвиватись не тільки в спеціальних документах, а й в художніх цілях. Одна з причин цього — рукописна природа арабського письма, яка дуже складно пристосовувалась до друкованої форми, для чого в арабському світі знадобилось на декілька століть більше, ніж Гутенбергу в Європі, тому в той час, як на заході поширювалось друкарство, в арабському світі продовжувався розвиток рукопису.
Але набагато важливішою причиною розвитку художньої каліграфії була релігія. Коран не забороняє зображення людей та тварин на малюнках, але з розповсюдженням ісламу були успадковані і вкорінені в той час заборони проти образотворчого мистецтва. Заборона на малювання живих істот з'явилась у зв'язку з осторогою на поклоніння цим зображенням. Усі чотири школи ісламського права заборонили створення образів, заявивши, що художник, який на це наважиться, буде проклятим в Судний день. Це обмеження призвело до розквіту декоративного та орнаментального мистецтва — арабесок (композицій, в основі яких чіткі геометричні форми або зображення листя та квітів) або до каліграфії. Арабська каліграфія стала вживатись не тільки для створення копій Корану, але й в багатьох інших художніх цілях — в розписі порцеляни, в оформленні килимів та інших тканин, на монетах та в архітектурі (особливо в мечетях та на могилах).
Ступінь володіння каліграфією в арабських країнах з часом став показником освіченості та духовної довершеності людини.
Каліграфію почали викладати в початковій школі та духовних училищах (медресе). Однак дійсними віртуозами ставали лише обрані каліграфи (хаттати), досвідчені в усіх тонкощах арабських почерків та накреслень.

## Стилі арабської каліграфії
Зважаючи на сказане вище, немає нічого дивного в тому, що стилі арабського письма були канонізовані. В основі такої канонізації була чітка система «статутного письма» (хатт мансуб), розроблена багдадським каліграфом Ібн-Муклою (886—940). Ця система пропорцій, які визначали співвідношення горизонтальних та вертикальних елементів букв, а також букв у рядку.

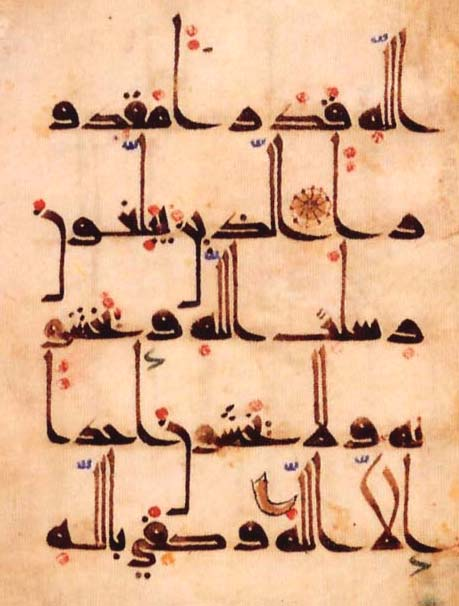
Відомий релігійний вираз в стилі куфі у формі башт чотирьох мінаретів

Найпершими з таких канонічних почерків вважаються куфі (від назви міста Куфа в Іраку), геометризовано-монументальний та тяжіє до прямих ліній та чітких геометричних форм. Його використовували, зокрема, для створення перших написаних рукою копій Корану.
Інший стиль — насх («листування»), горизонтальний, строгий почерк, який використовувався в листуванні та створенні ділових паперів, і для цих цілей продовжує вживатись дотепер в різних варіаціях. Вважається, що від нього ведуть свій родовід усі пізніші варіації арабської каліграфії.
Такі стилі систематизовані Ібн-Муклою та похідні від насху такі: мухаккак («правильний») — жирне накреслення з широкими діагональними розчерками; сульс ("одна третина) — більш курсивний різновид насха, де криволінійні та прямолінійні елементи співвідносяться в пропорції 1/3; таукі («указ») — різновид сульса, в якому букви іноді з'єднуються одна з одною; рукаї (рика) — основний різновид рукописного шрифту і дотепер; райхані («базиліковий») — дуже витончений декоративний почерк, різновид сульса, який порівнювали з ароматом квітучого базиліку.
На базі цих канонічних стилів потім була розроблена безліч похідних. В Ірані, наприклад, використовується дуже елегантний та витончений шрифт — таалік, в якому горизонтальні штрихи букв витягнуті під визначеним кутом. Від тааліку походить інший шрифт — насталік, неперевершено легкий та чіткий шрифт.
Від обраного стилю письма залежав і спосіб застругування очеретяного пера (калама).
Для документів, які видавали державні органи Османської імперії, було розроблено спеціальний шрифт — дивані (від «диван» — державна рада). Це дуже витончений декоративний шрифт із великими діагональними завитками, але досить легкий для читання. Зараз його використовують в офіційних документах і ним прикрашають архітектурні споруди.

## Тугра

Тугра османського султана Абду Хаміда зображує три довгих вертикальних штрихи, характерні для цього стилю

Ще одним цікавим витвором ісламських каліграфів, була тугра — стилізоване зображення імен османських султанів, яке спочатку вживалось як віза для імператорських указів. Пізніше тугру використовували правителі не лише Османської імперії, а й інших арабських країн як царську емблему на монетах і печатках аналогічно тому, як європейські монархи використовували герби або монограми.

## Мусанна

Текст написаний у формі страуса

Ще один різновид каліграфії — мусанна («подвійний»). Цей стиль не є шрифтом як таким, а складається з тексту, виконаного стандартним шрифтом, наприклад насхом, в формі де одна частина є дзеркальним відображенням іншою. Ще цікавішою був різновид каліграфії, де текст (зазвичай вираз з Корану) розписаний в форму птиці, тварини, дерева або якогось іншого предмету.